# ۱۵۶۹ (میلادی)
۱۵۶۹ (میلادی) هزار و پانصد و شصت و نهمین سال تقویم میلادی است.

## درگذشتگان
‎